# Memetika
A memetika Richard Dawkins elmélete alapján, 1976-ban született (proto-)tudomány. Az elnevezés a mimézis (utánzás) és a genetika (örökléstan) szavak kombinációjából ered. A memetika elméletének híveit nevezik memetikusoknak.
Dawkins elmélete szerint mindenkiben több tízezer[forrás?] aprócska kulturális információs csomag (mém) található, melyek igyekeznek reprodukálni és örökíteni magukat.
Az azóta tovább fejlődött elmélet szerint az emberi tudat összessége nem más, mint az agyunkban megtelepedett és folyamatosan cserélődő mémek sokasága. Ezek az „intellektuális paraziták” nagyjából százezer éve jelenhettek meg a Földön, és gyakorlatilag át is vették az uralmat. Az emberi agy megnövekedésének is egy lehetséges oka lehetett, hogy a mémek szelekciós nyomást fejtettek ki a jó utánzóképességű, fejlett, nagy agyú emberek kiválogatódására.
Az elmélet könnyen kiterjeszthető más gondolkodni és kommunikálni képes esetleges élőlényekre vagy gépekre.
A mémeknek szerepük lehet a párválasztásban is. Egyes memetikusok szerint az emberek többsége szívesebben választ utódnemzésre az adott kultúrához jobban idomuló, azt jobban reprodukáló – azaz több, ezt elősegítő mémmel rendelkező – ellenkező nembelit, mivel közös utóduk feltételezhetően jobban tud majd alkalmazkodni a kor uralkodó mémjeihez.
A memetika hipotéziseit sokan vitatták/vitatják, többek között Mary Midgley morálfilozófus, aki 1970 óta vitában áll Dawkins-szal.

## A replikátorok
Az elmélet dawkinsi értelmezésének alapja, hogy különböző replikátorok harcolnak a fennmaradásért.
A replikátort úgy kell értelmezni, mint egy önmaga lemásolására adott parancssort.
A replikátoroknak tehát az egyetlen feladatuk önmaguk másolása, a lehető legkisebb eltéréssel, ezek a replikátorok a törzsfejlődés szempontjából pedig a gének.
A fejlődés, az evolúció pedig nem más Dawkins és követői értelmezése szerint, mint a másolás során bekövetkezett hibákból eredő, a túlélést és a további másolást elősegítő tulajdonságok véletlenszerű kifejlődése. (Dawkins, 1986)
Az adott környezethez jobban alkalmazkodó replikátorok hatékonyabban tudtak működni, azaz sikeresebben tudtak másolódni, terjedni, mint a környezethez nem alkalmazkodó társaik.
A replikátoroknak tehát önmaguk másolása az elsődleges céljuk, méghozzá a lehető legpontosabban, de bizonyos eltérések, módosulások, vagy biológiai fogalommal élve a mutálódások kitermeltek újra és újra hatékonyabb egyedeket.
Ezek az egyedek mivel jobban alkalmazkodtak a környezetükhöz, mint elődeik, kiszorították a régi ’verziókat’, de természetesen később a fejlődés újabb lépcsőjén egy belőlük kifejlődött, de némiképpen még jobban alkalmazkodott egyed vette át az irányítást. 
A természetes kiválasztódás tehát a replikáció folyamatában bekövetkezett eltérés, és ezek az eltérések tehették lehetővé, hogy különböző környezeti feltételekhez alkalmazkodó, és egyre bonyolultabb szervezetek alakuljanak ki.
De mindennek az alapja a másolás, méghozzá a viszonylag pontatlan másolás.
A különböző szervezetek, melyek végül is magát a replikátort hivatottak másolni, az evolúció során újabb és újabb képességekkel lettek gazdagabbak, csak hogy minél tökéletesebben tudják ellátni feladatukat.
Képessé váltak a mozgásra, hogy túléljenek akkor is, ha a környezetük veszélyessé vált számukra, képesek lettek egyre nagyobb veszélyektől megvédeni magukat.
Az állat és növényvilágban minden egyes egyed valamiféle ős replikátor leszármazottja, és az, hogy ma is léteznek, annak bizonyítéka, hogy sikeresen tudták generációról generációra lemásolni önmagukat.
Újra és újra továbbadták amz információhalmazt, hogy miképp másolják magukat.
Dawkins, evolúcióbiológus ezt a fajta vak, cél nélküli fejlődést nevezte a ’Valószínűtlen Hegy megmászásának’ (1996).
Mind Richard Dawkins, mind Susan Blackmore (2001) hangsúlyozza, hogy az evolúció nem tervez, nem lát előre, így nem feltétlen a legtökéletesebb irányába halad a törzsfejlődés.
Például a szemünk sem a lehető legtökéletesebb megoldás.
Ha létezne egy tökéletes teremtő, – érvel Blackmore, – akkor a szemünkben található összes idegsejt hátulról „csatlakozna” a szemhez, így nem lennének útjában a fénynek.
A szemünk viszont nem így fejlődött, mert jelenlegi felépítése is megfelelőnek bizonyult ahhoz, hogy az emlősök replikátorai nagymértékben elterjedjenek a világon.
A természetes kiválasztódás elve megmagyarázza, miképp alakult ki az emberi test, de nem ad egyértelmű választ arra, hogy miért és hogyan fejlődött ki a tudatunk.
Blackmore felhívja a figyelmet arra, hogy az agy testsúlyunknak mindössze 2%-át teszi ki, mégis összes energiánk 20%-át használja el. Ez nagymértékű pazarlás a test energiaháztartásában.

## A mém
Fejünk állandóan tele van gondolatokkal, nem tudunk kikapcsolni, nem tudunk nem gondolkodni, és általában lényegtelen problémákon gondolkodunk. Az emberi gondolkodás nem illik bele a gén, mint replikátor elméletébe, hacsak nem találunk egy másik elméletet, amely a gének és a gondolkodás közötti kapcsolatot, a gondolkodás okait megmagyarázza. Ez az elmélet pedig a Dawkins által bevezetett mém elmélet.
A mém fogalmát Richard Dawkins vezette be ’Az önző gén’ című könyvében, igaz csak érintőlegesen. Ebben a könyvében fejtette ki az evolucionista biológus a replikátorok működési elvét, amiben elmagyarázta, hogy az evolúció nem a genotípusok, vagy a fenotipusok javát szolgálja, sőt nem is az adott szervezet érdekében történik, hanem a gének „igényei” szerint működik. Dawkins szerint a gének azok a replikátorok, melyek az önmaguk másolására vonatkozó parancssort alkotják, éppen ezért az evolúció csak is a gének javát szolgálja. (Dawkins, 1986)
Ezen könyvében azonban bevezette azt az elméletét, hogy létezhetnek más replikátorok is, amiket mémeknek nevezett el, a gén szó analógiájára. Így kezdődött el a memetika tudománya.
Blackmore szerint a mém egy információs egység, amely utánzás útján másolódik az egyik agyból a másikba. A mém lehet egy eszme vagy vallási tanítás, lehet egy ruhadivat vagy egy építészeti stílus, de a mém lehet egy viselkedési szokás vagy akár egy technológiai folyamat is. Összességében bármit mémnek lehet tekinteni, amit utánzással lehet másolni.
Nos, Dawkins könyvének címe felhívja a figyelmet a gének legfontosabb tulajdonságára, amennyiben a replikátor analógiát használjuk, azaz a gének önzőek, önmagukért vannak. Ha viszont elfogadjuk, hogy a mémek is replikátorok, akkor egyenesen következik ebből az, hogy a mémek is pont annyira önzőek, mint a gének. Ez azt jelenti, hogy a mémeket is pusztán a terjedésük élteti, és a legelterjedtebb mémek nem a legjobbak, hanem a legsikeresebbek.

## A mémek trükkjei
Blackmore szerint a legnépszerűbb eszmék, sőt vallások nem az emberiség számára legtökéletesebbek, hanem valamilyen más szempontból, a mémek szempontjából kiemelkedők (2001). A legnépszerűbb eszmék olyan trükköket tudtak kifejleszteni, ami lehetővé tette számukra, hogy rengeteg agyban elterjedhessenek, jó tartósan, és állandóan le is másolja őket ez az agy.
A gének esetében az egyik legjelentősebb képesség a csoportokba rendeződés volt. Egyre nagyobb és egyre bonyolultabb biológiai szervezetek, „túlélőgépek” jöttek létre, melyek állandóan hatással voltak egymásra, így gének által hajtott ökoszisztémák jöttek létre. Blackmore ezt a csoportokba rendeződési adottságot figyelte meg a mémek esetében is. Blackmore mémplexeknek nevezi (a mém-komplexum szóösszetételből rövidítve) azokat a mém csoportokat, amelyek egymás segítésével – és más mémek, mém-halmazok háttérbeszorításával – hatékonyabban tudnak terjedni. A mémek csoportokba rendeződése csak egy példája annak, hogy a mémek is fejlődnek, létezik tehát egyfajta memetikai evolúció is.

Dawkins szerint azzal, hogy a mémeket replikátornak tekintjük, egy teljesen új szempontból tudjuk megvizsgálni az emberi gondolkodást és a kultúrát, mégpedig a mémek szempontjából (1986). Dawkins egyik – divatból vett – példája, a baseball sapka viselete előre vagy hátra fordított silddel megmutatja ezen mémek haszontalanságát – mármint az ember szempontjából, hiszen végül is teljesen mindegy, hogy egy plázában merre fordítjuk a sapkát. De ha a replikátor szempontjából nézzük, akkor a két különböző viselet két replikátor harca. Amikor Dawkins feljegyezte ezt a példát, a baseball sapkákat rendre hátrafordítva viselték a fiatalok. Manapság pedig azt látjuk, hogy a baseball sapkát – divatból – többnyire újból silddel előre viselik.

## A mém-halmazok
A sapkaviselet tehát egy mém, de könnyen tovább léphetünk ezen a problémán, hiszen az életünket túlságosan nagymértékben nem befolyásolja. Viszont Dawkins szerint a legbonyolultabb mém-halmazok már sokkal nagyobb hatást fejtenek ki életünkre. Ilyen mémhalmazok a különböző vallások. Dawkins szerint egy-egy vallási eszme nem más, mint rengeteg önmagában életképtelen replikátor együttműködése. Ezek a replikátorok összefogtak, hogy ők kerülhessenek be egy-egy emberi agyba; azok a replikátorok pedig amelyek nem csatlakoznak, nem idomulnak a nagy egészhez, a mém-halmazhoz, azoknak nincs helye az agyban.
A tízparancsolat tíz különböző – önmagában is bonyolult – viselkedési forma, amit lehet követni, azaz utánzással terjednek. De együtt még erősebbek, ekkor már mint a keresztény szellemiség mém-halmaza terjednek. Ez viszont azt is jelenti, – bizonyítva ezzel a mém önző voltát, – hogy a vallások nem feltétlen a legnagyobb igazságok, nem feltétlen az élet értelmének birtokosai, hanem nagyon sikeres mémek, melyek összeálltak egy még sikeresebb mémhalmazzá.
Dawkins elmélete terjedésekor sajnos a semleges replikátorközpontú hozzáállást felváltotta egy a tudomány mellett és a vallások elleni hozzáállással. Sebők szerint Dawkins tudomány iránti rajongása az, ami hiteltelenné teszi későbbi memetikai munkáit, hiszen a tudományra, sőt a vallásokkal szembehelyezkedő materialista vagy ateista hozzáállásra sem lehet másként tekinteni memetikai szempontból, mint pusztán egy másik mém-halmazra. Dawkins a vallásokat rossznak, a tudományt pedig az emberiség megmentőjének kiáltotta ki, ami ellentmond a memetikai hozzáállásnak. (Dawkins, 2003)
Egy másik nagyon fontos kérdésfeltevése a memetikának az egó. Daniel Dennett szerint az ember nem más, mint mémekkel megfertőzött állat. Szerinte az egyetlen különbség az állat és az ember között, hogy az ember már nem egy, hanem két különböző replikátor játékszere. Az állatokat a gének irányítják, arra kényszerítve őket, hogy szaporodjanak, neveljék fel utódjaikat, védjék meg magukat a külső hatásoktól. Az emberek viszont egyrészt a fajukat akarják fenntartani, másrészt viszont az eszméiket is terjeszteni akarják. Ha elfogadjuk azt, hogy mémek másolással terjedő cselekvésminták, akkor ki lehet terjeszteni állatokra, sőt növényekre is. (Kísérletileg bizonyított, hogy a növények is kommunikálnak)
A gén–mém kölcsönhatást Dawkins a kutyáját sétáltató emberhez hasonlította. A póráznál összekötött párost eleinte az ember, azaz a gén irányította. Az evolúció folyamán, mikor az állati és emberi lét között nem volt ekkora eltérés, a mémek sokkal kisebb szerepet játszhattak. Viszont a fejlődés során kialakultak olyan mémek, melyek már képesek átvenni az irányítást. Ilyen mém a cölibátusi fogadalom, mely bár a genetikai továbbadást gátolja, viszont a memetikai másolódást annál inkább elősegíti.

## Az ismétlés
Visszatérhetünk ahhoz a kérdéshez, hogy mi értelme van annak, hogy folyamatosan gondolkodunk. A memetikai válasz nagyon egyszerű és kézenfekvő. A mémek célja, hogy megragadjanak az ember agyában, illetve hogy elérjék, hogy másolódjanak. Ez pedig a leghatékonyabban úgy sikerülhet nekik, hogy újra és újra felidéződik az adott mém az agyban, ez az ismétlés elősegíti, hogy az információ elmélyüljön az emlékezetben. Másrészt az a mém, amelyik újra és újra előbukkan, nagyobb eséllyel fog másolódni.
Vannak dallamok, amelyeket képtelenek vagyunk kiverni a fejünkből, és akaratlanul is dúdolgatjuk magunkban őket. Ezen dallam-mémek versenytársai valószínűleg kevésbé sikeresek, így azokat kevesebbszer fogjuk dúdolni – vagy a rádiók zenei szerkesztői kevesebbszer fogják beválogatni a rádió repertoárjába –, így nem fognak olyan hatékonyan másolódni.
Az, hogy az agyunk tele van mémekkel, azt is jelenti, hogy az egyes mémeknek küzdeniük kell a „bentmaradásért”, tehát újabb és újabb képességeket kell kifejleszteniük. Ilyen képességek vagy „trükkök”, ahogy Blackmore nevezi őket, például a csoportba rendeződés, vagy az egyszerűség, a könnyen megjegyezhetőség. Hasznos trükk, ha egy mém valahogyan az emberi érzelmekkel együtt tud működni, ezért például a szerelmes dalok sohasem fognak kimenni a divatból. Szintén hasznos trükk a jutalmazás-büntetés mechanizmus kihasználása.

## A kultúra
Azok a mémek, melyek valami miatt közelebb állnak hozzánk, a minket érdeklő, minket érintő dolgokkal kapcsolatosak, azokat gyorsabban megjegyezzük. A mémeknek tehát alkalmazkodniuk kell a már meglévő mémekhez, életben maradásuk függ az adott memetikai ökoszisztémától. Számos mai mém, mint például a színes haj viselete más korban, más kulturális közegben nem tudott volna olyan mértékben másolódni, mint amennyire a hajfestés napjaink nyugati civilizációjában divat. De ugyanígy például a rabszolgatartás eszméje, amely számos kiemelkedő civilizáció alapja volt, ma elfogadhatatlan, ezek a mémek képtelenek megragadni, és másolódni manapság.
A memetika a mémek és a mémhalmazok fogalmával más megvilágításba helyezi a föld kulturális fejlődését. Kultúrának tekinthetünk tehát olyan mém-halmazokat, amelyek területileg vagy korban közel élő emberek csoportjának fejében többé kevésbé hasonló módon jelen van. A női egyenjogúság eszméje a jelenkori nyugati kultúra részese, viszont nem része az arab világok legtöbbjében. A korábban említett rabszolgatartás eltörlése pedig jellemzően ennek a kornak a vívmánya. Az amerikai polgárháború felfogható két mém nagyon kiélezett harcának is, miszerint az új, és jelen tapasztalatunkkal nézve életrevalóbb mém megpróbált elterjedni a régi mém kárára.
A mémek küzdenek egymással, hogy tudatosuljanak, hogy ne merüljenek feledésbe. Éppen ezért agyunkat folyamatosan használjuk, folyamatosan gondolkodunk, a gondolkodás leállítása nagyon nehéz, ha nem lehetetlen feladat. Blackmore felveti viszont azt a kérdést, hogy ha a mémek végül is nem a mi gondolataink, hanem replikátorok, amelyek másológépnek használják az agyunkat, akkor ki, vagy még inkább mi az én?
Az emberek gyerekkorukban a legfogékonyabbak, de egyben a legvédtelenebbek is a mémek befogadására. Egy kisgyerek bármit készségesen elhisz, nem alakult még ki benne a védőmechanizmus. Ez a védőmechanizmus pedig nem más, mint a már létező mémek összessége. A kisgyerek elsősorban a szüleitől kapja a mémeket, őket utánozza, ezért van az, hogy a gyerekek személyisége később hasonlítani fog szüleiére. Később a társadalom nagy részére jellemző mémplexeket fogja elsajátítani, amit kultúrának hívunk.

## Az éntudat
Az éntudat egyik lehetséges memetikai értelmezése szerint az nem más, mint rengeteg mém által alkotott mémhalmaz közreműködése a terjedésért. Az én a memetika szempontjából nem statikus, hiszen folyamatosan változik. Új mémek csatlakoznak a nagy éntudat–mém-halmazhoz. Ezután a kognitív folyamat egyre "tudatosabb". A többi mém már erre rakódik.
Vegyünk egy példát! Jakab például teljesen buta hóbortnak tartja a vegetarianizmust, és kikéri magának, hogy ő csak növényi ételeket egyen. Sőt, rendszeresen érvel a hús fogyasztásának előnyei mellett. Az én-mém-halmazának része a húsfogyasztás szokása, ezért kirekeszti a vegetáriánus étrend gyakorlását. Viszont ahogy múlnak az évek, újabb és újabb mémek épülnek be és cserélik le a régi mémjeit az énjében. Jakab mondjuk a keleti vallások felé fordul, összejön egy lánnyal, aki állatvédelmi aktivista, és ellene van a hús fogyasztásának, ráadásul elterjed a hír egy újabb kergemarha kórról. Jakab előbb szabódva, majd egyre magabiztosabban fogja vállalni vegetarianizmusát.
Ezt a folyamatot az emberek általában a jelenhez igazítva értelmezik, azaz fejlődésnek tekintik. Jakab úgy gondolja, hogy most cselekszik helyesen, régen, pedig még „vak” volt, és meg kellett még egy s mást tanulnia. Az én, amely igazolja Jakab cselekedeteit természetesen egy mémhalmaz.
Ez a hipotézis közeli rokonságot mutat Daniel Dennett elméleteivel a tudatról.

## Külső hivatkozások
- Memetika.lap.hu
- Richarddawkins.lap.hu
- Szmodis Jenő: Kultúra és sors (Gondolatok egy történetfilozófiai vállalkozásból) (PDF)